# The Rockers
The Rockers, conocidos al principio como The Midnight Rockers, fue un Stable Face de Lucha Libre Profesional. El grupo lo conformaban los luchadores Shawn Michaels y Marty Jannetty, y tuvo vigencia desde 1985 hasta 1992. El equipo trabajó en diversas promociones de lucha libre, tales como Central States Wrestling, American Wrestling Association, Continental Wrestling Federation, Continental Wrestling Association y la World Wrestling Federation. En 1992 el equipo sufrió una violenta separación (Kayfabe) ayudando al talento individual de Shawn Michaels con su Gimmick como el "Heartbreak Kid" ("Chico Rompe-corazones") el cual utilizó hasta su retiro en 2010. Luego de la separación entre Michaels y Jannetty, ambos se reunieron de nuevo, pero una vez más el equipo se disolvió y Jannetty sufrió la salida de la WWF una vez más. En 1996, Jannetty hizo equipo con Leif Cassidy (luego conocido como Al Snow) para formar The New Rockers, pero el equipo no fue muy acertivo y se disolvió ese mismo año.
En 2005, The Rockers se reunieron por solo una noche, pero no lo volvieron a hacer por la salida de Jannetty en la WWE. En 2006, Jannetty fue programado para volver a luchar y trabajar por un largo tiempo para hacer equipo con Michaels en contra de Vince y Shane McMahon pero solo hizo 2 apariciones televisivas luego de ser liberado de su contrato.

## Etapa en la World Wrestling Federation (1988–1992)
Llamándose simplemente The Rockers, Jannetty y Michaels hicieron que su popularidad creciera considerablemente después de su paso por la AWA y el equipo fue llamado "especialistas en parejas" por el comentarista Gorilla Monsoon. Hicieron su debut en la WWF en una grabación de televisión el 18 de junio de 1988 y se enfrentaron en equipos como Demolition, The Hart Foundation, y los Brain Busters por el resto de 1989.
A pesar de su exitoso pasado, The Rockers nunca oficialmente ganaron los Campeonato por Parejas de la WWF durante sus tres años de permanencia en la WWF. En octubre de 1990, The Rockers fueron programados para ganar los títulos de la Hart Foundation, debido a Jim Neidhart, la mitad del equipo campeón, que a mitad de su reinado, comenzó a negociar su salida con la WWF. La lucha fue grabada con The Rockers ganando los cinturones, pero poco después, Neidhart llegó a un acuerdo con su salida de la WWF y finalmente fue recontratado. Las cinturones fueron devueltos a los Harts una semana más tarde, mientras que el cambio de campeones nunca fue transmitido, o incluso nunca se reconoció en la televisión. Cuando se difundió la noticia, la WWF explicó que el resultado original fue anulada debido a un colapso del torniquete en el ring durante el combate.
En un Angle ocurrido en 1991, Michaels fue "accidentalmente" pateado en la cara durante una maniobra iniciada por Jannetty en uno de los Nasty Boys y el resultado fue la eliminación de Shawn en Survivor Series en Detroit, Míchigan. Michaels se levantó después de haber sido pateado y comenzó a gritarle a Jannetty, culpándolo de ser eliminado. Más tarde, Brutus Beefcake invitó a ambos a su segmento de entrevista llamado "La barbería" para que arreglaran las cosas. Michaels y Jannetty parecían conciliarse, pero Michaels golpeó a traición a Jannetty con su Sweet Chin Music y luego lo arrojó por la ventana para, a continuación, romper un póster de The Rockers. Con esto, la pareja quedaba rota y ambos convertidos en enemigos irreconciliables.